# Георгиевское (Пестяковский район)
Георгиевское (с 2005 до 2017 гг. также Георгиевская) — деревня в Пестяковском районе Ивановской области России, входит в состав Пестяковского сельского поселения.

## География
Деревня расположена в 15 км на юго-запад от райцентра рабочего посёлка Пестяки.

## История
Село Георгиевское известно с 1821 года, когда был построен кирпичная Казанская церковь с отдельно стоящей колокольней на месте прежнего деревянного. В 1884 году трапезная удлинена притвором, включившим в свой объем восточные пилоны основания колокольни, тогда же в трапезной был устроен придел Георгия Великомученика.
В конце XIX — начале XX века село Георгиевское входило в состав Неверослободской волости Гороховецкого уезда Владимирской губернии.
С 1929 года село Георгиевское входило в состав Палагинского сельсовета Пестяковского района, с 1954 года — в составе Порошинского сельсовета, с 1974 года — в составе Алехинского сельсовета. 
С 2005 года до 2017 гг. фигурировала как деревня Георгиевская. 
С 2005 до 2015 гг. была в составе Демидовского сельского поселения, с 2015 года — в составе Пестяковского сельского поселения.

## Население
| 1859 | 2010 |
| ---- | ---- |
| 30   | ↘1   |

## Достопримечательности
В селе находится действующая Церковь Казанской иконы Божией Матери (1821).